# Войнюков, Иван Гаврилович
Иван Гаврилович Войнюков (20 июня (2 июля) 1816 ― 16 (28) мая 1876) ― русский государственный деятель, учёный лесовод и педагог. Генерал-майор Корпуса лесничих, директор Лесного департамента Министерства государственных имуществ Российской империи в 1869―1875 гг., директор Санкт-Петербургского лесного института в 1858—1864 гг.

## Биография
Иван Гаврилович Войнюков родился в Тульской губернии в семье титулярного советника. После окончания Санкт-Петербургского лесного института в 1836 году прошёл годичную практику в Лисинском учебном лесничестве и ещё двухгодичную стажировку в Тарандтской лесной академии (Саксония). Составил проект и осуществил первые работы по осушению болот в Лисино. Был основоположником классических опытов по лесной мелиорации. Проект Войнюкова в 1846 году был удостоен премии Министерства государственных имуществ.
В 1847―1854, будучи членом Специального по лесной части комитета осуществлял контроль за деятельностью таксационных партий по выделу корабельных рощ в Киевской и Волынской губерниях.
Совместно с другими лесничими он также принимал активное участие в полном лесоустройстве Лисинского учебного лесничества на научной основе. Помимо практической работы Войнюков занимался научными исследованиями. С 1846 года преподавал в Санкт-Петербургском лесном институте, с 1858 года ― инспектор и наставник начальных классов, директор в 1858―1864 гг.
В 1864 году был произведён в генерал-майоры Корпуса лесничих. После того как Лесной институт был преобразован в Земледельческий институт (1864), Войнюков перешел на службу в Лесной департамент. В 1869 году был назначен исправляющим должность директора Лесного департамента, а в 1870 году ― директором. Являлся членом Учёного комитета Министерства государственных имуществ. За годы руководства Лесным департаментом предпринял ряд эффективных мер по упорядочению лесной службы: издал ряд нормативных документов, определяющие проведение лесных работ; ввёл новые положения: «О вольнонаемной лесной страже», «О порядке проведения торгов и отдачи в аренду казенного имущества». В 1875 году при выходе в отставку был произведён в генерал-лейтенанты.
За заслуги перед отечеством был награждён многими орденами и медалями, в т. ч. орденом Св. Владимира.
Похоронен на Новодевичьем кладбище в Санкт-Петербурге.